# Otzweiler
Otzweiler là một đô thị thuộc huyện Bad Kreuznach trong bang Rheinland-Pfalz, phía tây nước Đức. Đô thị Otzweiler có diện tích 3,11 km², dân số thời điểm ngày 31 tháng 12 năm 2006 là 209 người.